# پیام‌رسانی کلسیمی

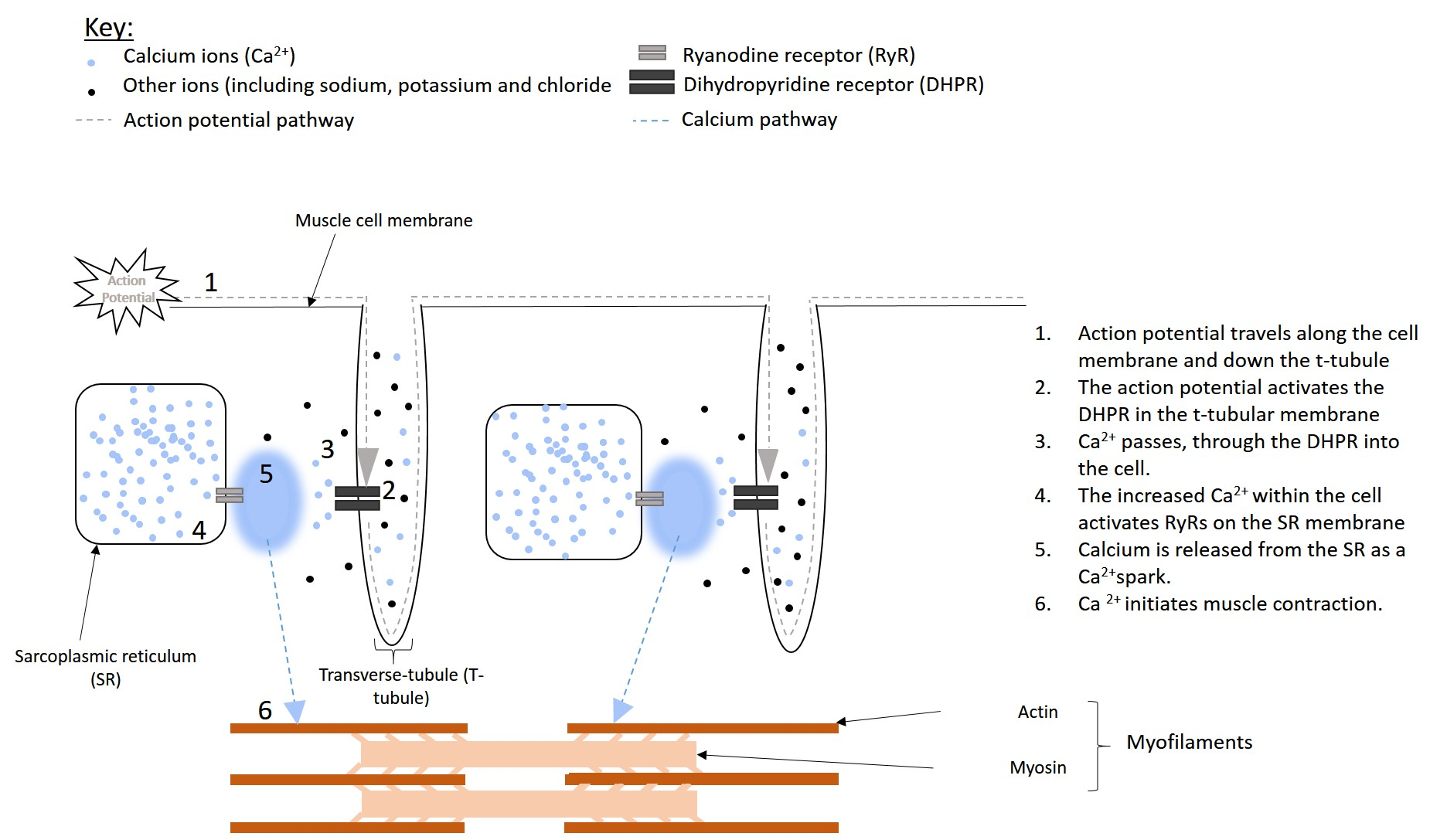
پیام‌رسانی کلسیمی

پیام‌رسانی کلسیمی عبارتست از تأثیرات یون‌های کلسیم در ترارسایی یا واکنش‌های شیمیایی درون سلول. یون‌های کلسیم وارد شده به سلول اولا باعث واکنش‌های شیمیایی در مواد مایع درون سلول می‌شوند. ثانیاً می‌توانند مانند یک پیامرسان ثانویه در دستگاه عصبی سلول عمل کنند.
از تصویربرداری کلسیومی برای ردیابی کلسیم می‌توان استفاده گرفت.